# Sudeterkrisen
Sudeterkrisen er en betegnelse på den diplomatiske krise, som fandt sted i sommeren og efteråret 1938 mellem Nazi-Tyskland på den ene side og Tjekkoslovakiet, Storbritannien og Frankrig på den anden side. Tyskland gjorde krav på Sudeterlandet, et grænselandskab med næsten udelukkende tysksproget befolkning. Tjekkoslovakiet nægtede at afstå dette, fordi området var af enorm strategisk betydning, da det meste af landets forsvarsværker var beliggende langs den tysk-tjekkiske grænse.
Adolf Hitler var fast bestemt på at iværksætte invasionen af Tjekkoslovakiet senest den 1. oktober, hvis tjekkerne ikke accepterede tyskernes krav, og mobiliserede de tyske styrker. Tjekkoslovakiet var ikke villige til at overgive Sudeterlandet uden kamp og mobiliserede sine militære styrker for at stå imod et kommende tysk angreb. Krisen kunne eskalere til en europæisk storkrig, efter som både Frankrig og Sovjetunionen havde militære alliancer med Tjekkoslovakiet og var forpligtede til at støtte landet i tilfælde af en tysk aggresion.
Minderne om 1. verdenskrigs grusomheder og frygten for en ny storkrig førte til en "fredelig" afgørelse af krisen ved Münchenkonferansen den 30. september mellem statslederne af Tyskland (Adolf Hitler), Storbritannien (Neville Chamberlain), Frankrig (Édouard Daladier) og Italien (Benito Mussolini). Aftalen gav Tyskland tilladelse til at indlemme Sudeterlandet i bytte mod, at Tyskland gav afkald på andre krav over for Tjekkoslovakiet.
Fra britisk side var formålet med Münchenaftalen at forhindre en ny storkrig. Men allerede den 15. marts 1939 brød Adolf Hitler aftalen ved at invadere resten af Tjekkoslovakiet og omdanne Bøhmen og Mähren til tysk protektorat, og den 1. september 1939 invaderede Tyskland Polen i overensstemmelse med Molotov-Ribbentrop-pagten, hvilket fik til følge, at Storbritannien og Frankrig erklærede krig mod Tyskland.

## Baggrund

### Situationen før 1. verdenskrig
Sudetenland var en region i Nordvest-Böhmen som hovedsagelig var beboet af tyskere (sudettyskere). Tyskere havde boet i området siden det 6. århundrede. Fra det 12. århundrede var Böhmen og Mähren et eget kongerige i det tysk-romerske rige, men uafhængig af de tyske rigsstænder.
Efter, at det přemyslidiske dynasti uddøde i 1306, blev Böhmen styret af det luxemburgske dynasti, derefter af det jagellonske dynasti, og senere af Huset Habsburg. I det 12. og det 13. århundrede kom der store bølger af tyske indvandrere til både Böhmen og Mähren. Indvandrerne koncentrerede sig i grænseområderne, hvor tyskerne grundlagde mange byer. Enkelte af de senere tyske områder var indtil trediveårskrigen hovedsagelig befolkede af tjekkere. Efter krigshandlingerne og efterfølgende hungersnød og epidemier blev tyskere planmæssigt hvervede til at bosætte sig i området af Böhmens adel.
Indtil 1806 hørte Böhmen, Mähren og Schlesien til det tysk-romerske rige, hvorefter Habsburgerne indlemmede kongerigerne Böhmen og Mähren i kejserriget Østrig. De forblev en del af det østrigske kejserrige, da de i 1867 slog sig sammen med kongeriget Ungarn for at oprette Østrig-Ungarn. I løbet af det 19. århundrede voksede nationalismen både blandt tyskere og tjekkere, og flere konflikter og sammenstød mellem de to grupper indtraf, blandt andet i 1848, da den tysk-talende del af befolkningen ønskede at deltage i udbygningen af en tysk nationalstat, mens den tjekkisk talende del af befolkningen insisterede på at holde Böhmen uden for sådanne planer.
Efter som Sudeterlandet ikke udgjorde et enkelt historisk område men var under den böhmiske krone, er det vanskelig at skille Sudetenlands historie fra Böhmens og Mährens historie. Men i den sidste halvdel af 1800-tallet begyndte også sudetertyskernes nationalistiske følelser at vokse. I kølvandet på den voksende nationalisme opstod navnet "Sudetendeutsche" (sudetertyskere) i begyndelsen af det 1900-tallet. Disse udgjorde oprindeligt en del af en større klassificering af tre grupperinger af tyskere i det østrigske kejserrige, som også omfattede "Alpendeutsche" (Alpetyskere) i det, som senere blev Republikken Østrig og "Balkandeutsche" (Balkantyskere) i Ungarn og i regionerne øst for dette. Af disse tre begreber overlevede kun "Sudetendeutsche" på grund af etniske og kulturelle konflikter i Böhmen.
Hen imod slutningen af 1. verdenskrig begyndte Østrig-Ungarn at gå i opløsning, og den 28. oktober 1918 erklærede Tjekkoslovakiet sig som en selvstændig stat. Sudetertyskerne ville ikke være en del af Tjekkoslovakiet, og samme måned erklærede områderne Nordøstböhmen, Nordmähren og Østrigsk Schlesien sig som Deutschösterreichische Provinz Sudetenland i oktober 1918, og sluttede sig til Republikken Tysk-Østrig i november 1918. Fra slutningen af samme måned rykkede tjekkoslovakiske tropper ind i området og afbrød etableringen af en tysk-østrigsk forvaltning. I december flygtede provinsregeringerne i provinserne Deutschböhmen og Sudetenland i eksil for at undgå at blive taget til fange. I september 1919 blev Sudetenland tildelt Tjekkoslovakiet ved fredsslutningen med Østrig, Saint-Germain-traktaten.

### Situationen i mellemkrigstiden
Ifølge folketællingen i februar 1921 levede 3.123.000 tyskere i Tjekkoslovakiet og udgjorde 23,4% af befolkningen. Områder, som havde tysktalende flertal, var hovedsagelig Sudeterlandet men også enklaver i Mähren og omkring byen Jihlava.

## Sudeterkrisen

### Regeringsskifte og mobilisering
Klokken 19 den 21. september 1938 accepterede statsminister Milan Hodža med støtte fra de andre politiske partier og efter anbefaling af præsident Beneš, det fransk-britiske tilbud ved Godesberg. Nyhederne om den tjekkoslovakiske regerings kapitulation resulterede i et udbrudd af national forargelse. I Praha samlede store folkemængder sig uden for parlamentet og Hradčany og protesterede mod kapitulationen. Næste morgen gik indbyggerne i generalstrejke, og på Wenzelsplassen samlede 100.000 demonstranter sig og krævede regeringens afgang, indsættelsen af en militær regering og et program om national modstand mod tyskerne.
Klokken 10 om formiddagen blev det kundgjort fra parlamentets balkon, at Hodžas regering, nu et symbol for kapitulation, havde søgt sin afsked. General Syrový blev bedt af præsident Beneš om at danne ny regering. Syrový protesterede og insisterede på, at han var officer og ikke politiker, samt at han ikke var kvalificeret til stillingen. Beneš meddelte ham, at nationen havde behov for ham, og efter yderligere pres accepterede Syrový modvilligt anmodningen. Han blev udnævnt til statsminister og forsvarsminister i den såkaldte "regering for republikkens forsvar" ("Vlada obrany Republiky"), og fra parlamentets balkon talte han til folket:
"Jeg garanterer, at hæren står og vil stå ved vore grænser for at forsvare vor frihed til det sidste. Jeg vil snart kalde på jer her for at tage aktiv del i forsvaret af vort land, som vi alle længes efter at tage del i".
Kl. 22 den 23. september 1938 udstedte regeringen et dekret om national undtagelsestilstand og fuld mobilisering af den tjekkoslovakiske hær, en nyhed som blev mødt af stor begejstring hos den tjekkiske befolkning.

## Den militære situation

### Tjekkoslovakiet
Fem dage efter, at regeringen havde udstedt dekretet om fuld mobilisering, havde den tjekkoslovakiske hær mobiliseret i alt 1.280.000 soldater til at forsvare landet. Ud over dette havde hæren 217.000 heste, 26.000 køretøjer, 350 kampvogne, 70 panserbiler, 780 panserværnskanoner, 2.270 feltkanoner og 250 luftværnskanoner til rådighed.
Hæren omfattede 22 aktive infanteridivisioner (en af dem motoriseret), 4 såkaldte "hurtige divisioner" ("rychlá divize") bestående af en kavaleribrigade og en motoriseret brigade med stridsvogne, 11 såkaldte grænseområder ("Hraniční oblast") med en størrelse som mere eller mindre modsvarede en division.
De tjekkoslovakiske tropper var godt trænede, havde moderne udrustning, høj moral og var villige til at forsvare landet. Den tjekkoslovakiske hær havde kun 350 kampvogne i 1938 sammenlignet med tyskernes 2.606. Dog var størstedelen af tjekkernes kampvogne (298) af typen LT vz. 35, som var bedre pansrede og havde 37 mm kanon, som var både overlegen i forhold til de tyske Panzerkampfwagen I og Panzerkampfwagen II.
En af grundene til den moderne udrustning af den tjekkoslovakiske hær var landets omfattende rustningsindustri. Den vigtigste af disse var Škodaværkerne ("Škodovy závody") i Plzeň, som var både Tjekkoslovakiets og Østrig-Ungarns største industrikoncern og stod for produktionen af blandt andet artilleri og stridsvognen LT vz. 35. I Brno havde man Československá zbrojovka, som blandt andet producerede håndvåben som geværet ZB vz. 24 og maskingeværerne ZB vz. 26, ZB vz. 30 og ZB vz. 37, og i hovedstaden Praha var ČKD (Českomoravská Kolben-Daněk) en af hovedleverandørerne af militære køretøjer til den tjekkoslovakiske hær.
Til trods for større styrker havde den tjekkoslovakiske forsvarsevne tre svage punkter:
1. landet var omringet af Tyskland på alle sider;
2. manglende loyalitet blandt etniske mindretal (især tysk talende);
3. et svagt og forældet luftforsvar.

Selv om de fleste tjekker fulgte ordren om mobilisering, nægtede omkring 126.000 at adlyde ordren, hvoraf 100.000 var tyskere. Halvdelen af den etnisk tyske befolkning overholdt ordrerne om mobilisering, men grundet mistanke for svigtende loyalitet blev etniske tyske soldater ikke udstationerede ved forsvarslinjerne men tjenestegjorde i forsynings- og logistikafdelinger. Til en vis grad var man også skeptiske til de slovakiske soldater (som selv ønskede mere autonomi fra regeringen i Prag). Overraskende nok viste de ungarsktalende og rutenske værnepligtige sig som relativt loyale.
Det tjekkoslovakiske luftvåben var i antal stærkt underlegent Luftwaffe. I alt havde de kun omkring 750 fly, hvoraf mange var meget forældede. Luftforsvarets 328 jagerfly var hovedsagelig af typen Avia B-534 og Bk-534, som til trods for visse stærke sider var underlegne tyskernes Messerschmitt Bf 109. Samtidig havde luftvåbnet kun 66 moderne bombefly af typen Avia B.71 (sovjetiske Tupolev SB-2 produceret på licens), mens resten var forældede Bloch MB.200 af fransk fabrikat (produceret på licens) og Letov Š-328 af tjekkisk fabrikat.

### Tyskland
I september 1938 havde den tyske felthær en styrke på 2.105.000 mand, hvilken også omfattede 184.000 mand i stationære grænse- og fæstningsstyrker og 538.000 mand i ingeniørstropper tilhørende Reichsarbeitsdienst (RAD) uden militær uddannelse. Felthæren havde 1.382.000 mand i kampenheder, og 900.000 soldater stod klar til at angribe Tjekkoslovakiet den 1. oktober 1938. Også til rådighed for operationer mod Tjekkoslovakiet var 60.000 fra den tidligere østrigske hær og grænsetropper.
Disse angrebsstyrker var fordelt og inddelt således:
- 2. armé (Gerd von Rundstedt): 5 infanteridivisioner, 1 panserdivision
- 8. armé (Fedor von Bock): 6 infanteridivisioner
- 10. armé (Walter von Reichenau): 3 infanteridivisioner, 3 motoriserede divisioner, 1 panserdivision og 1 let division
- 12. armé (Wilhelm Ritter von Leeb): 8 infanteridivisioner, 1 bjergdivision
- 14. armé (Wilhelm List): 1 infanteridivision, 1 motoriseret division, 2 bjergdivisioner, 1 let division, 1 panserdivision.

Ved mobilisering ville den tyske hær have omkring 2.100 kampvogne og 3.000 kanoner.

## Münchenaftalen
Parterne blev enige om en aftale den 29. september, og omkring klokken 1:30 om natten den 30. september blev Münchenaftalen undertegnet af:
- Édouard Daladier, Frankrigs statsminister
- Adolf Hitler, Nazi-Tysklands fører og rigskansler
- Neville Chamberlain, Storbritanniens statsminister
- Benito Mussolini, Italiens fører og statsminister

Aftalen blev officielt introduceret af Mussolini, selv om den såkaldte "italienske plan" var blevet forberedt i det tyske udenrigsdepartement. Den var næsten identisk med Godesberg-forslaget: den tyske hær skulle fuldføre okkupationen af Sudeterlandet inden den 10. oktober, og en international kommission skulle afgøre fremtiden for de resterende omstridte områder.
Tjekkoslovakiet blev informeret af Storbritannien og Frankrig om, at de enten kunne kæmpe imod tyskerne alene eller acceptere annekteringerne som beskrevet i aftalen. Den tjekkoslovakiske regering indså det håbløse i at forkaste aftalen og tage kampen op mod det mægtige Tyskland alene og accepterede modvilligt aftalen.

## Virkninger og videre udvikling

### Den første voldgift i Wien
Münchenaftalen gav præcedens for en anden grænserevisionsaftale, som omhandlede Ungarns og Polens territorielle krav på tjekkoslovakisk territorium, hvor befolkningen havde en majoritet af etniske ungarere og polakker.
Den 1. oktober, samme dag som tyskerne iværksatte okkupationen af Sudeterlandet, krævede den ungarske regering, at Tjekkoslovakiet skulle afstå landområder Slovakiet og Rutenien til Ungarn, som administrativt havde været en del af Ungarn i over 900 år indtil 1918. Kravet blev imidlertid afvist af regeringen i Prag, som valgte at udstationere hærstyrker langs den slovakisk-ungarske grænse. Samtidig havde regeringen i Prag givet både Slovakiet og Rutenien indre selvstyre.
Forhandlinger mellem Tjekkoslovakiet og Ungarn fandt sted mellem 9. og 13. oktober i den slovakiske del af grænsebyen Komárno. Den ungarske delegation krævede, at Tjekkoslovakiet afstod alt land syd for linjen (og inklusive byerne) Senec (Szenc) - Galanta (Galánta) - Vráble (Verebély) - Levice (Léva) - Lučenec (Losonc) - Rimavská Sobota (Rimaszombat) - Jelšava (Jolsva) - Rožnava (Rozsnyó) - Košice (Kassa) - Michaľany (Szentmihályfalva) - Veľké Kapušany (Nagykapos) - Užhorod (Ungvár) - Mukačevo (Munkács). Den tjekkoslovakiske delegation foreslog først at oprette en autonom ungarsk del indenfor Slovakiet og senere fordele det sydlige Slovakiet og Rutenien således, at der var lige så mange ungarere i Slovakiet som der var slovaker og rutenere i Ungarn, hvilket ungarerne afslog. Forhandlingerne brød dermed sammen den 13. oktober.
Da forhandlingerne den 9.–13. og den 22. oktober var brudt sammen, anmodede parterne Tyskland og Italien den 29. oktober om at løse konflikten ved voldgift og lovede, at de ville overholde udfaldet af denne. Den 2. november 1938 fandt voldgiften sted på i Belvedere-paladset i Wien, hvor Tysklands udenrigsminister Joachim von Ribbentrop og Italiens udenrigsminister Galeazzo Ciano blev enige om, at Tjekkoslovakiet skulle afstå alt land syd for Senec-Mukačevo-linjen. Som følge af voldgiften skulle Tjekkoslovakiet afstå alt territorium syd for linjen til den rumænske grænse. I alt drejede det sig om 11.927 km2 (10.390 km2 fra Slovakiet, resten fra Rutenien) med over 1 million indbyggere, hvoraf 852.332 af dem (med en 86,5% majoritet af etniske ungarere) levede i Slovakiet. Overdragelsen omfattede Bratislavas forstad Petržalka på Donaus højre bred og Devín ved Donaus og Moravas sammenløb, i alt 43 km2 og 15.566 indbyggere.